# Dubrovskij rajon
Il Dubrovskij rajon (in russo Дубровский район?) è un rajon dell'Oblast' di Brjansk, nella Russia europea; il capoluogo è Dubrovka. Istituito nel 1929, ricopre una superficie di 1.030 chilometri quadrati e nel 2010 ospitava una popolazione di circa 21.000 abitanti.